# 陳德政
陳德政（Pulp Chen，1978年12月23日—），台灣作家、DJ、紀錄片導演、登山家，台南市人，就讀國立政治大學廣播電視學系時拍攝濁水溪公社紀錄片《爛頭殼》。2019年加入K2峰台灣遠征隊，以相關報導作品《神在的地方：一個與雪同行的夏天》榮獲2022年台北國際書展大獎非小說類首獎。

## 簡歷
出生於台南市，就讀南大附小、後甲國中，1997年畢業於台南一中。大學時代主持南都廣播電台音樂節目《小綠洲》，至佳佳唱片行打工，在水晶唱片實習，深受搖滾樂與另類文化影響。大四畢業製作與同學毛致新（後來也成為紀錄片導演）合拍濁水溪公社紀錄片《爛頭殼》，2001年由水晶唱片以VCD格式發行，2020年於金馬國際影展進行20週年放映。
退伍後赴紐約New School攻讀媒體研究碩士，架設部落格「音速青春」（以紐約搖滾樂團Sonic Youth為名）書寫異鄉人的所見所聞，累積上百萬字，並以網路代號pulp（以英式搖滾樂團Pulp為名）擔任PTT英式搖滾板（Brit-pop）板主。
返台後定居台北市，專事寫作，在《破報》、《GQ》撰寫音樂專欄，及獨立搖滾唱片側標；文字作品散見《誠品好讀》、《聯合文學》、《Shopping Design》、《The Big Issue》、《週刊編集》等刊物，曾任《Gigs》搖滾生活誌總主筆。文字書寫外也從事DJ工作，於台北操場酒吧擔任駐場DJ。
35歲那年開始登山，從陽明山系小觀音山入門，漸次攀上合歡、奇萊、武陵四秀，至今探訪八十餘座台灣百岳。2019年應K2 Project募資計畫之邀，加入K2峰台灣遠征隊，與登山家呂忠翰、張元植同赴世界第二高峰K2，在海拔5000m的基地營駐紮一個月，於2021年出版《神在的地方：一個與雪同行的夏天》，記下那趟遠征的故事。
2023年，在呂忠翰、張元植等好友的陪伴下，於無雙山完登台灣百岳。
於鏡好聽開設Podcast節目《朝聖——人與自然的相遇》，訪問十位不同領域的戶外人，分享各自的探險故事，2023年推出第二季《朝聖——重返啟蒙的公路》。2024年出版散文集《時空迴游》。

## 作品列表

### 文學作品
- 2011年《給所有明日的聚會》（英譯：All Tomorrow's Parties）（大家出版）

- 2014年《在遠方相遇》（英譯：Wish You Were Here）（大家出版）

- 2018年《我們告別的時刻》（英譯：The Long Goodbye）（大家出版）

- 2021年《神在的地方》（英譯：A White Summer）（新經典文化）
- 2024年《時空迴游》（英譯：The Passage of Youth）（新經典文化）

### 翻譯作品
- 2022年《一日一日：佩蒂．史密斯的影像紀年》（英文：A Book of Days）（新經典文化）

### 影視作品
- 2001年《爛頭殼》（英譯：L.T.K.）（水晶唱片）

## 外部連結
- 官方网站 （页面存档备份，存于）
- 陳德政的Facebook專頁
- 陳德政的Instagram帳戶 （页面存档备份，存于）
- 陳德政的Spotify歌單
- 音速青春 （页面存档备份，存于）
- 關鍵評論 （页面存档备份，存于）